# 脚灯社

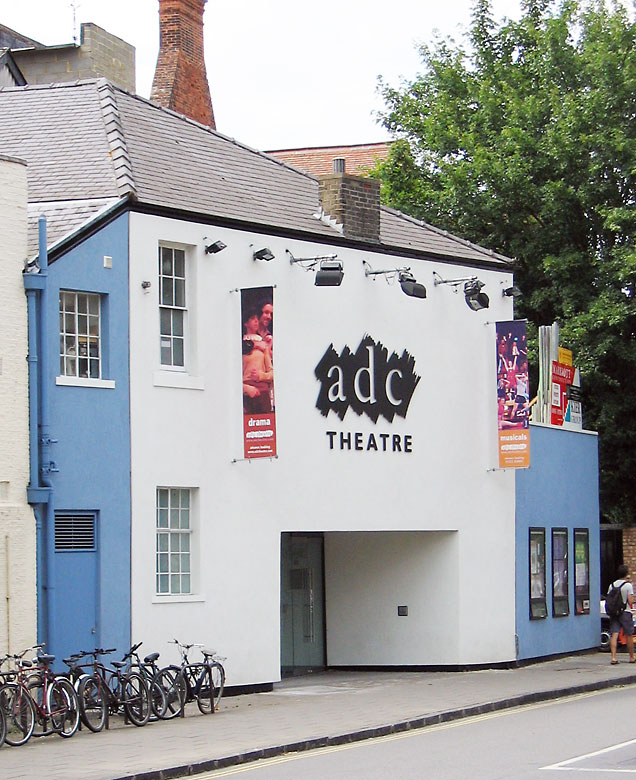
ADC剧院是脚灯社的发源地。

剑桥大学脚灯戏剧俱乐部（英語：Cambridge University Footlights Dramatic Club），通常简称为脚灯社（Footlights），是位于英国剑桥的业余文艺俱乐部，于1883年由剑桥大学的学生成立。

## 历史
脚灯社于1883年6月进行了首次表演。在“脚灯”这一名字被选中之前，这一社团已在剑桥地区向当地观众演出。他们希望不只是停留于剑桥大学业余戏剧俱乐部。因此他们每学年结束时在皇家剧院的演出很快向公众开放。当地报纸称赞俱乐部吸引了“剑桥广大不同类型的市民”。
在20世纪60年代的喜剧和讽刺的温床里，脚灯社逐渐突出地位。他们确定了于一年一度的爱丁堡边缘艺术节表演的传统。当俱乐部进入主流时，其成员占据了曾于1960年于英国与美国巡演的广受欢迎的超越边缘歌剧团成员的一半。因此1963年他们的表演跟随了超越边缘的脚步，出现在爱丁堡和伦敦西区，随后前往新西兰和美国，并在那里取得了在百老汇和埃德沙利文秀展示亮相的机会。时代周刊对他们的表演刊出整版的回顾。在随后十年，脚灯社成员主宰了英国喜剧，创造并主演如《很抱歉，我会再读一遍》等。他们组成一些喜剧团体，如蒙提·派森，助长了讽刺热潮。
在20世纪80年代，脚灯社增强了在英国喜剧的心脏地位。他们1981年的滑稽剧在爱丁堡边缘艺术节荣获首届毕雷奖，并催生了“弗莱和劳瑞”组合，这是俱乐部的第一个流行且成功的双人组合 。许多脚灯社的前成员已经赢得奥斯卡奖，BAFTAs等奖项，获得了在娱乐和媒体行业的成功。
现在，脚灯社是公认的许多英国最知名的喜剧艺人的精修学校。

## 活动
在学期内，脚灯社定期于隔周的周二晚上在ADC剧院会有一小时的原创戏剧表演，这是介于喜剧小品与单口喜剧间的非正式的戏剧表演。该俱乐部还进行戏剧，哑剧小品，喜剧小品和至少一个滑稽剧演出，一般在春季。在学期外，脚灯社经常去巡演，在伦敦西区或国外表演他们的最好的新剧。

## 主席

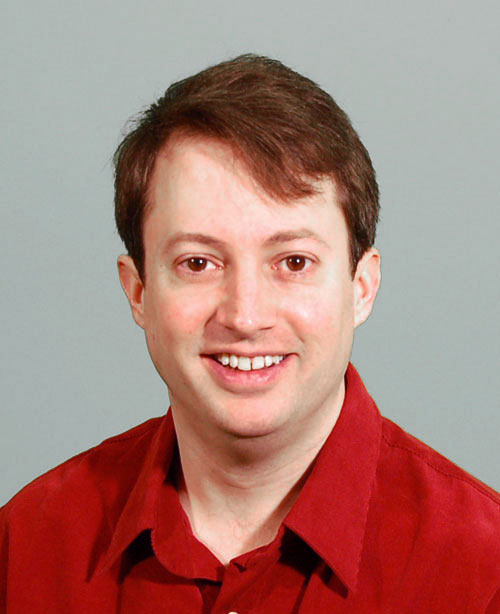
大卫·米切尔

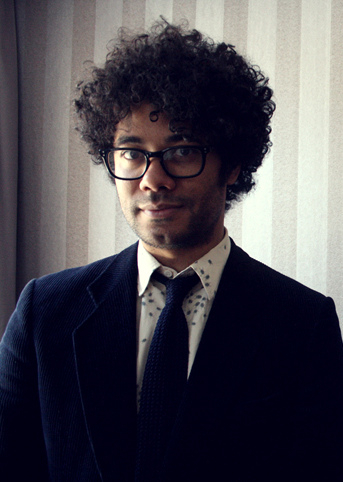
理查德·艾欧阿德

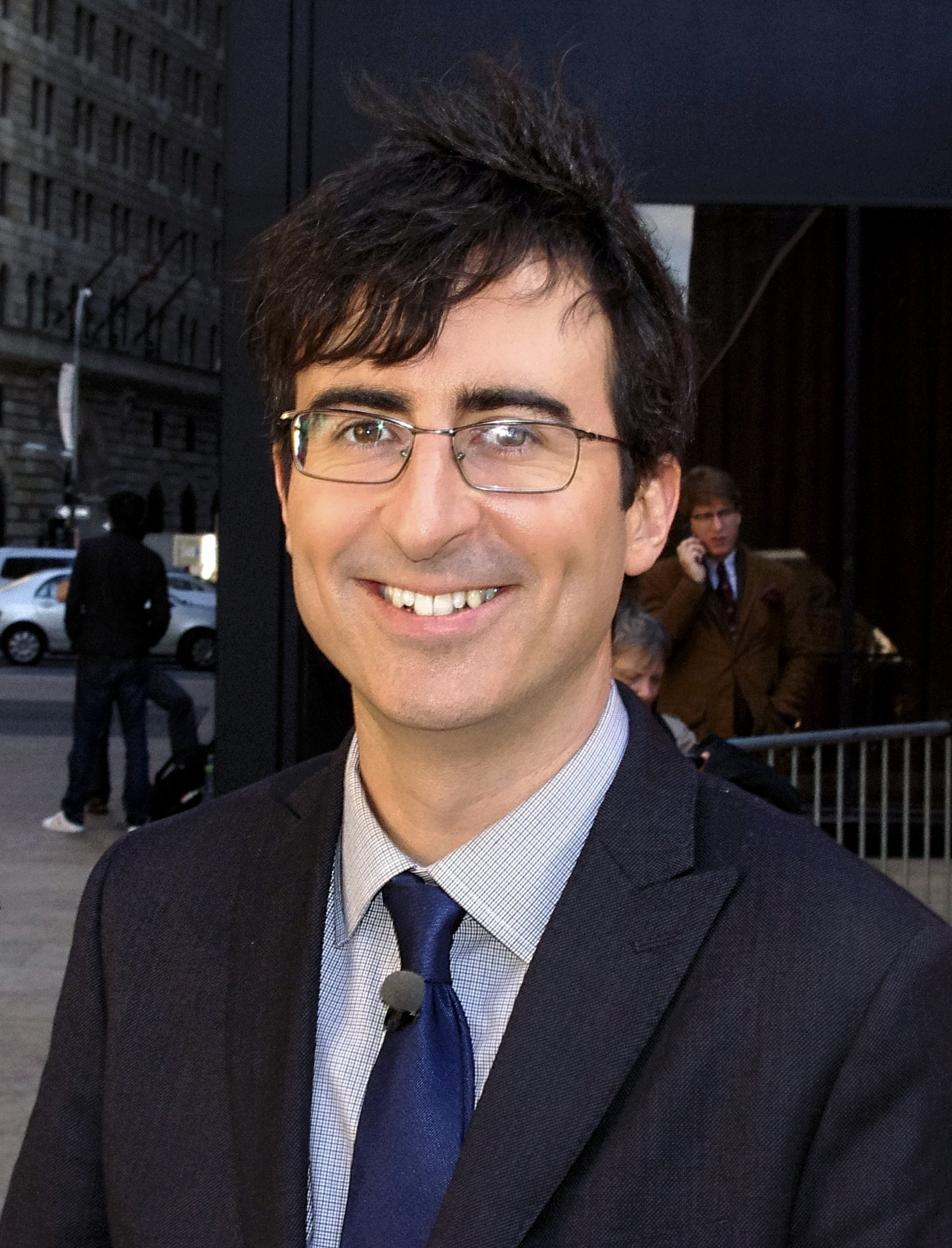
约翰·奥利弗

剑桥大学脚灯戏剧俱乐部选举产生的领导人即为主席，并与副主席，财务主管，档案管理员和其他一些辅助岗位组成委员会。
过去著名的主席有以下：
- 彼得·库克（英语：Peter Cook）
- 蒂姆·布鲁克·泰勒（英语：Tim Brooke-Taylor）
- 埃里克·艾德尔（蒙提·派森成员）
- 克莱夫·詹姆斯（英语：Clive James）（《文化失忆（英语：Cultural Amnesia (book)）》、《不可靠的回忆录》的作者）
- 休·劳瑞（与史蒂芬·弗莱组成“弗莱与劳瑞”组合，更合作创造了一套名为《弗莱劳瑞秀》；出演《万能管家》、《豪斯医生》）
- 托尼·斯莱特里（英语：Tony Slattery）
- 苏·帕金斯（英语：Sue Perkins）（大英烤焗大賽主持人）
- 大卫·米切尔（与英国演员罗伯特·韦柏（Robert Webb）搭档成为“米切尔和韦柏”的二人团体，合作了《窥视秀》）
- 理查德·艾欧阿德（出演《IT狂人》，导演作品有电影《潜水艇（英语：Submarine (2010 film)）》和《双重人格（英语：The Double (2013 film)）》）
- 西蒙·伯德（《中间人》、《星期五晚餐》）
- 约翰·奥利弗（《一周讽刺秀（英语：Mock the Week）》）